# Musée de la prison (Hämeenlinna)
Le musée de la prison (en finnois : Vankilamuseo) est un musée situé dans le quartier de Linnanniemi à Hämeenlinna en Finlande,,,,.

## Présentation

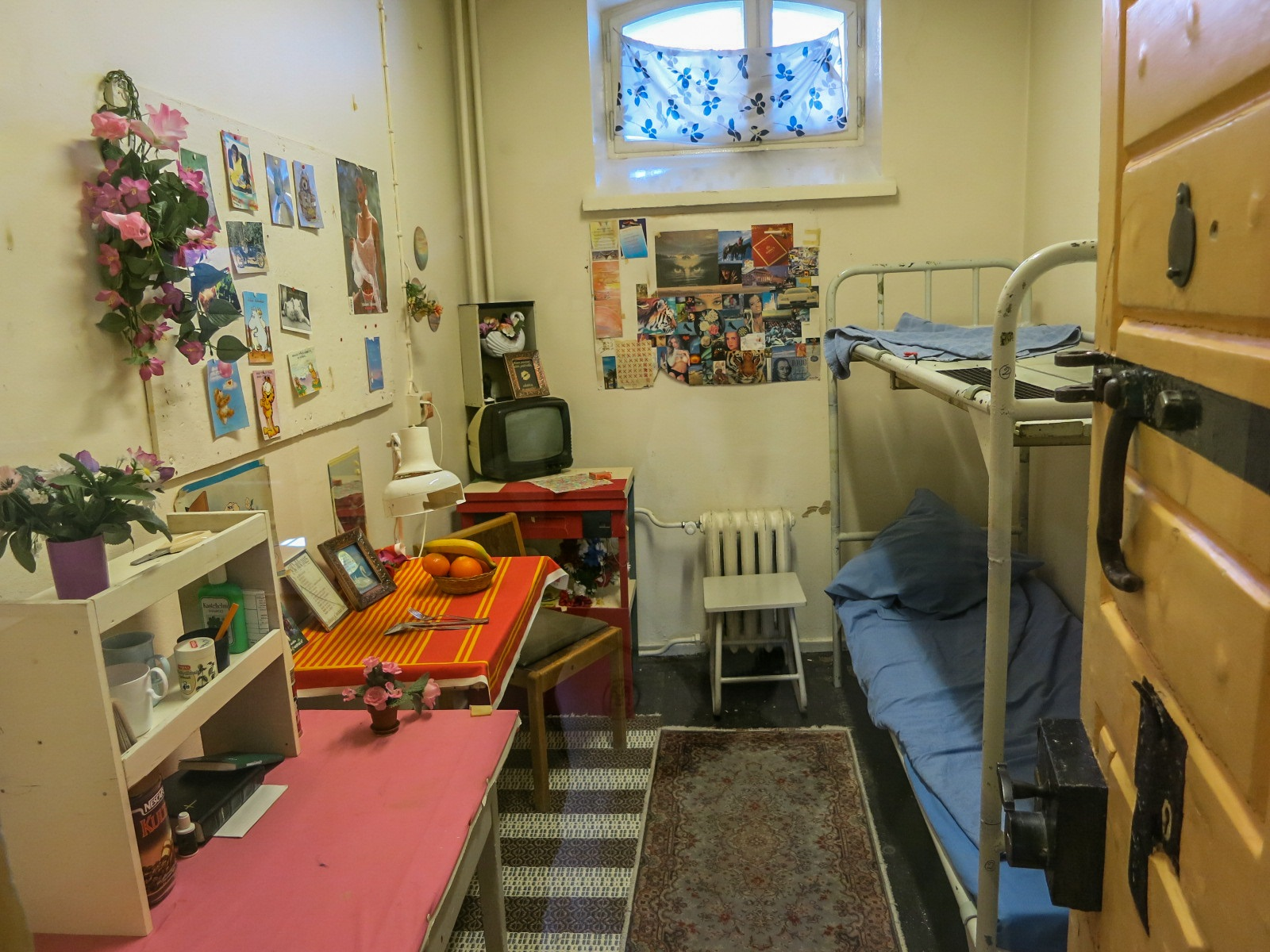
Cellule.

Le musée de la prison présente l'histoire de l'administration pénitentiaire finlandaise et de la vie carcérale.
Il est situé dans l'ancienne prison régionale dont les derniers prisonniers ont été transférés le 15 mars 1993 dans les nouveaux locaux de la prison de Kylmäkoski.
Le Musée de la prison était sous la responsabilité du Musée municipal d'Hämeenlinna (anciennement le Musée d'histoire de la ville d'Hämeenlinna) pendant 20 ans jusqu'à l'automne 2015 quand la responsabilité du musée est transférée à la direction des musées de Finlande,.
Ses bâtiments appartiennent aux propriétés du Sénat depuis début 2014,,.